# Мамсінер
Мамсіне́р (рос. Мамсинер, марій. Кӱйык) — присілок у складі Марі-Турецького району Марій Ел, Росія. Входить до складу Карлиганського сільського поселення.

## Населення
Населення — 60 осіб (2010; 61 у 2002).
Національний склад (станом на 2002 рік):
- марійці — 33 %
- татари — 30 %